# Ezard Haußmann

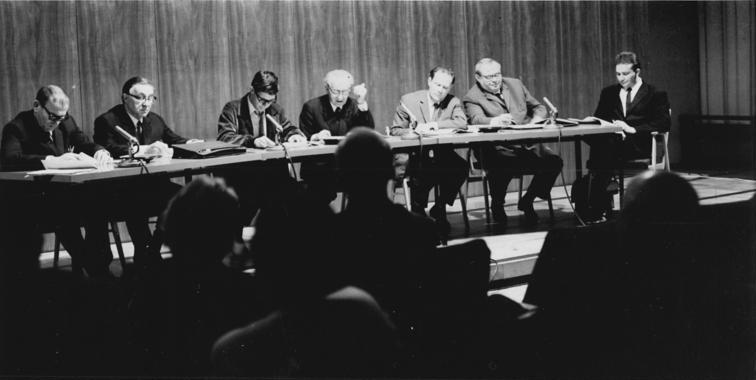
Ezard Haußmann, dritter von links

Ezard Amadeus Jasmin Haußmann (* 10. Februar 1935 in Berlin; † 6. November 2010 ebenda) war ein deutscher Schauspieler.

## Leben

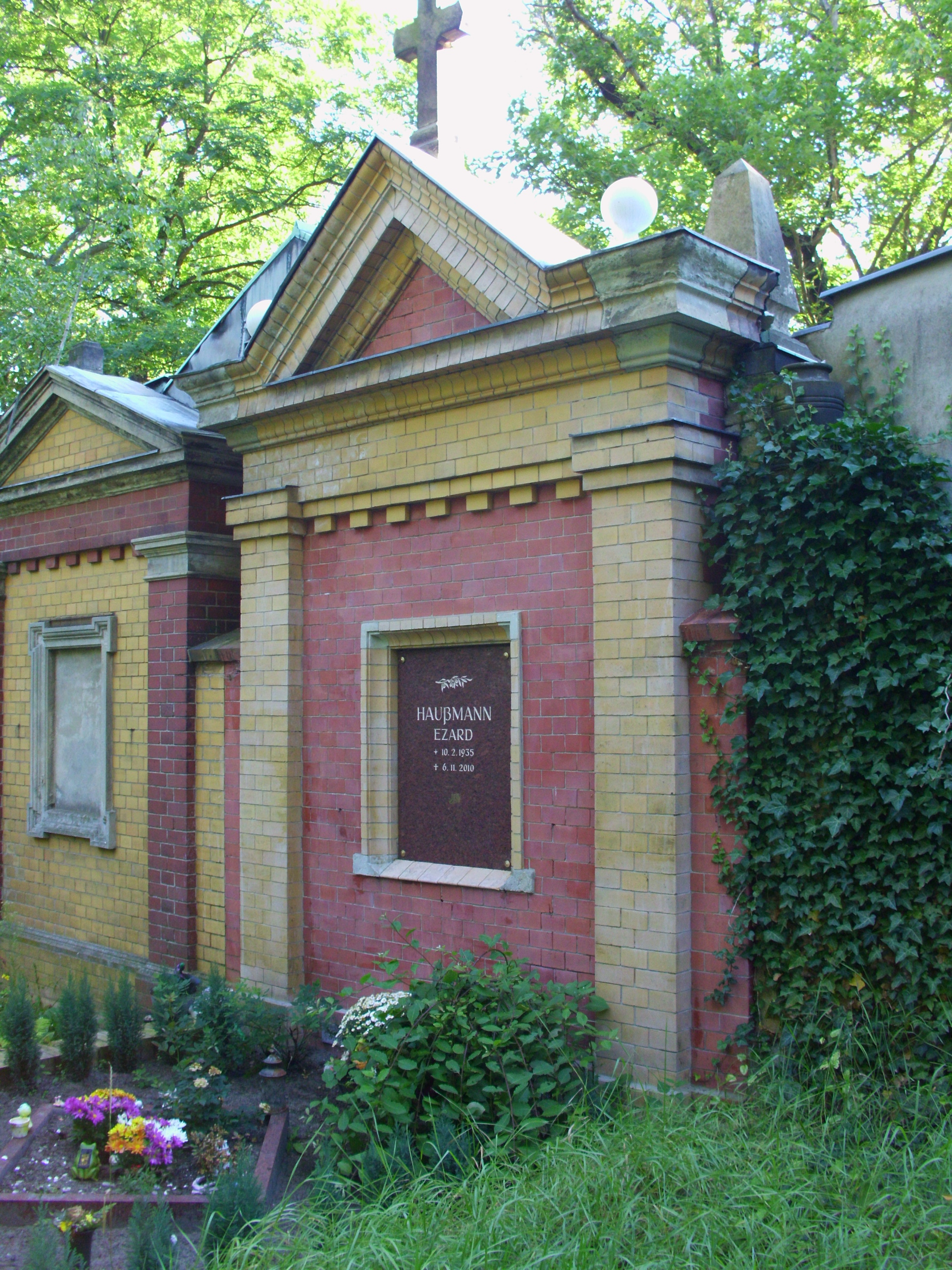
Grab von Ezard Haußmann

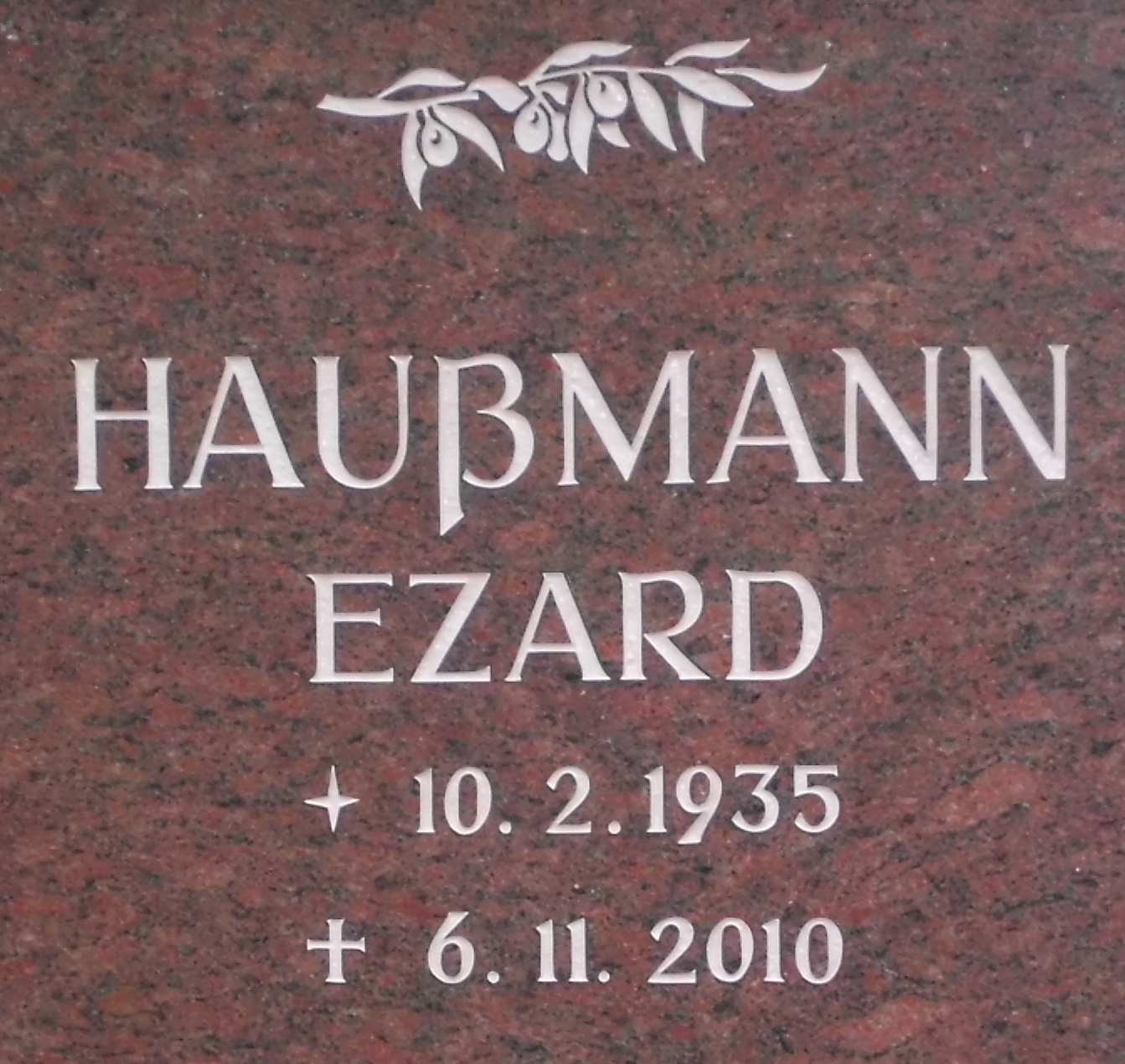
Inschrift am Grabmal

Der Vater Ezard Haußmanns war der UFA-Schauspieler Erich Haußmann. Dessen Familie ist ein Zweig der Haußmann von Reudern. Seine Mutter war die Sängerin, Konzertsopranistin und Malerin Ruth Wenger (1897–1994), Tochter der Schweizer Schriftstellerin Lisa Wenger und von 1924 bis 1927 mit Hermann Hesse verheiratet, die sich als Künstlerin Claudia nannte. Haußmann wurde in einem Schweizer Klosterinternat mit der Unterstützung von Hermann Hesse erzogen, seit seine Eltern während des Zweiten Weltkriegs in Frankreich verhaftet wurden. Danach begann er eine Ausbildung an der Hotelfachschule in München, die aber nicht seinen Neigungen entsprach. Stattdessen nahm Haußmann die Tätigkeit am Landestheater Detmold auf, wo er zunächst als Souffleur, Beleuchter oder Statist arbeitete und begann, sich die Schauspielerei autodidaktisch anzueignen. 1956 übersiedelten seine Eltern mit ihm in die DDR. 1958 konnte Ezard Haußmann an der Berliner Schauspielschule Ernst Busch sein Schauspieldiplom machen.
Er stand zunächst auf Provinzbühnen wie Wittenberg, Quedlinburg oder Stendal. 1960 kehrte er nach Berlin zurück und arbeitete bis 1967 am Deutschen Theater. 1967 wechselte er zur Berliner Volksbühne, wo er unter anderem in 265 Vorstellungen den Harpagon im Geizigen von Molière verkörperte. Die Volksbühne war für 23 Jahre sein künstlerisches Zuhause. Seine Theaterkarriere in der DDR wurde unterbrochen, als Haußmann 1968 nach der Niederschlagung des Prager Frühlings aus Protest einen Kranz zur tschechoslowakischen Botschaft trug.
Ezard Haußmann hat nicht nur auf zahlreichen Theaterbühnen gestanden (u. a. Burgtheater Wien, Schauspielhaus Bochum, Schillertheater Berlin, Gast in Basel) und erfolgreich Tourneetheater gespielt (z. B. seit 2001 den „Henrik“ in der Inszenierung Die Glut von Heribert Sasse nach dem Buch von Sándor Márai, oder 2005 im Südbayerischen Theaterfestival den „Alfred Ill“ in Friedrich Dürrenmatts Der Besuch der alten Dame, inszeniert von Uwe Niesig) und den Jedermann bei den Berliner Jedermann-Festspielen dargestellt (1991 bis 1993), sondern hat auch in über 150 Fernsehfilmen mitgewirkt (1983 der „Reichsgraf von Brühl“ in Sachsens Glanz und Preußens Gloria, 1990 „Carsten Wolf“ in der Serie Abenteuer Airport u. v. a.). Als Synchronsprecher lieh er u. a. Bernard Blier (Große Familien) und Klaus Kinski in der DEFA-Fassung von Kugeln tragen keine Unterschrift seine Stimme. Daneben war er erfolgreich mit Lesungen zu Texten von Hermann Hesse, Johannes Bobrowski und anderen Schriftstellern sowie mit Gedichtabenden zu Klaviermusik mit der in Deutschland lebenden japanischen Klaviervirtuosin Fumiko Shiraga unterwegs.
Er versuchte 2003 mit einigen Kollegen, das Berliner Schlosspark Theater als Traditionsspielstätte bürgerlichen Theaters zu erhalten und wollte sich als Intendant zur Verfügung stellen. Dieser Versuch scheiterte an den äußeren Bedingungen. Er ist Träger des Verdienstordens des Landes Berlin (zurückgegeben, jedoch 1993 vom damaligen Regierenden Bürgermeister Eberhard Diepgen erneut erhalten) und wurde mit weiteren Preisen ausgezeichnet, unter anderem 1991 als beliebtester Schauspieler Berlins mit dem „Goldenen Vorhang“ und der „Respektszuweisung“ des Verbandes Christlicher Publizisten.
Haußmann lebte in Berlin-Köpenick. Er war verheiratet mit Doris Haußmann und ist der Vater des Regisseurs Leander Haußmann.
Er verstarb am 6. November 2010 nach längerem Krebsleiden und wurde auf dem Evangelischen Friedhof Berlin-Friedrichshagen beigesetzt.

## Theaterproduktionen
- 1961: Heinrich von Kleist: Das Käthchen von Heilbronn (Friedrich Wetter Graf vom Strahl) – Regie: Curt Trepte (Harzer Bergtheater)
- 1962: Friedrich Schiller: Wilhelm Tell (Rudenz) – Regie: Wolfgang Langhoff (Deutsches Theater Berlin)
- 1962: Saul O’Hara: Inspektor Campbells letzter Fall – Regie: Wolfgang Langhoff/Lothar Bellag (Deutsches Theater Berlin – Kammerspiele)
- 1962: Peter Hacks: Die Sorgen und die Macht (Jost Birkenbihl) – Regie:Wolfgang Langhoff (Deutsches Theater Berlin)
- 1964: Molière: Tartuffe (Valère) – Regie: Benno Besson (Deutsches Theater Berlin – Kammerspiele)
- 1968: Friedrich Schiller: Maria Stuart (Mortimer) – Regie: Fritz Bornemann (Volksbühne Berlin)
- 1969: William Shakespeare: Troilus und Cressida (Paris) – Regie: Hannes Fischer (Volksbühne Berlin)
- 1980: Ivan Radoev: Die Menschenfresserin (Säufer) – Regie: Fritz Bornemann (Volksbühne Berlin)
- 1982: Omar Saavedra Santis: Amapola (Bürgermeister) – Ernstgeorg Hering/Helmut Straßburger (Volksbühne Berlin)
- 1984: Albert Wendt: Mein dicker Mantel & Prinzessin Zartfuß und die sieben Elefanten (Dirigent Hugo von Fitz) – Regie: Werner Tietze (Volksbühne Berlin – Theater im III. Stock)
- 1985: Wsewolod Wischnewski: Optimistische Tragödie (Heimkehrer) – Regie: Siegfried Höchst/Gert Hof (Volksbühne Berlin)

- 1982–1991: Der Geizige von Jean Baptiste Molière – als Harpagon
- 1991–1993: Jedermann von Hugo von Hofmannsthal – als Jedermann
- 1993: Don Carlos von Friedrich Schiller – als König Philipp
- 1994–1995: Die Vaterlosen – als Platonov
- 1996–1997: Der Raub der Sabinerinnen
- 1998–2000: Eines langen Tages Reise in die Nacht
- 2000: John Gabriel Borkmann von Henrik Ibsen – als Borkmann
- 2001: Der eingebildete Kranke von Jean Baptiste Molière – als Argan
- 2001–2002: Die Glut von Knut Boeser nach Sandor Marai – als Henrik
- 2003: Dolores nach Stephen King – Regie
- 2003–2004: Der Sturm von William Shakespeare – als Prospero
- 2005: Der Besuch der alten Dame von Friedrich Dürrenmatt – als Alfred III
- 2006: Maria Stuart von Friedrich v. Schiller – als Großschatzmeister Burleigh
- 2007: Jedermann von Hugo von Hofmannsthal – als Teufel

## Filmografie (Auswahl)
- 1959: Eine alte Liebe
- 1963: Es geht nicht ohne Liebe (TV)
- 1963: Blaulicht: Wunder wiederholen sich nicht (TV-Reihe)
- 1964: Das Lied vom Trompeter
- 1966: Die Söhne der großen Bärin
- 1967: Brennende Ruhr
- 1967: Rote Bergsteiger (Fernsehserie)
- 1969: Mohr und die Raben von London
- 1971: Über ganz Spanien wolkenloser Himmel (TV)
- 1972: Der Adjutant (Fernsehserie)
- 1973: Der Staatsanwalt hat das Wort: Unverhofftes Wiedersehen (TV-Reihe)
- 1973: Die Hosen des Ritters von Bredow
- 1973: Polizeiruf 110: Nachttresor (TV-Reihe)
- 1974: Nach Abpfiff Mord (TV)
- 1975: Polizeiruf 110: Der Spezialist (TV-Reihe)
- 1976: Polizeiruf 110: Ein ungewöhnlicher Auftrag (TV-Reihe)
- 1976: Liebesfallen
- 1977: Das unsichtbare Visier (3 Episoden)
- 1977: …inklusive Totenschein (TV)
- 1977: Dantons Tod (Studioaufzeichnung)
- 1978: Polizeiruf 110: Bonnys Blues (TV-Reihe)
- 1978: Brandstellen
- 1978: Achillesferse
- 1978: Glücksperlen (TV)
- 1978: Scharnhorst (TV, 5 Teile)
- 1979: Abschied vom Frieden (TV, 3 Teile)
- 1979: Addio, piccola mia
- 1979: Karlchen, durchhalten!
- 1980: Polizeiruf 110: Vergeltung? (TV-Reihe)
- 1980: Polizeiruf 110: Der Einzelgänger (TV-Reihe)
- 1980: Der Staatsanwalt hat das Wort: Nach der Scheidung (TV-Reihe)
- 1980: Polizeiruf 110: Die Entdeckung (TV-Reihe)
- 1981: Polizeiruf 110: Der Teufel hat den Schnaps gemacht (TV-Reihe)
- 1983: Martin Luther
- 1983: Die lieben Luder (TV)
- 1983–1984: Sachsens Glanz und Preußens Gloria (TV-Mehrteiler)
- 1984: Ach du meine Liebe (Fernsehfilm)
- 1985: Außenseiter (TV)
- 1988–1990: Justitias kleine Fische (TV-Serie)
- 1990: Bei mir liegen Sie richtig
- 1990: Pension Corona (Fernsehserie, 14 Episoden)
- 1990: Abenteuer Airport (12 Episoden)
- 1990: Neuner
- 1991: Praxis Bülowbogen (Fernsehserie, Folge 61: Ein Anruf aus Amerika)
- 1993: Adelheid und ihre Mörder – 39 Rosen
- 1995: Die Straßen von Berlin
- 1997: Die Konkurrentin
- 1999: Sonnenallee
- 2000: Deutschlandspiel
- 2005: NVA
- 2009: Dinosaurier – Gegen uns seht ihr alt aus!
- 2010: Der letzte Bulle (Fernsehserie) – Folge: Der verlorene Sohn

## Hörspiele
- 1963: Rolf Schneider: Der Ankläger – Regie: Fritz Göhler (Hörspiel – Rundfunk der DDR)
- 1965: Margarete Jehn: Der Bussard über uns (Der Schlaf) – Regie: Fritz Göhler (Hörspiel – Rundfunk der DDR)
- 1965: Karl-Heinrich Bonn: Das letzte Wochenende (Ekke) – Regie: Joachim Gürtner (Kinderhörspiel – Rundfunk der DDR)
- 1967: Leonid Leonow: Professor Skutarewski (Arseni) – Regie: Helmut Hellstorff (Hörspiel – Rundfunk der DDR)
- 1968: Day Keene/Warren Brand: Naked Fury – Nackte Gewalt (Carson) – Regie: Helmut Hellstorff (Kriminalhörspiel – Rundfunk der DDR)
- 1969: Peter Albrechtsen: Extrastunde (Dr. Sörensen) – Regie: Fritz-Ernst Fechner (Hörspiel – Rundfunk der DDR)
- 1969: Fritz Selbmann: Ein weiter Weg (Rosenstein) – Regie: Fritz-Ernst Fechner (Hörspiel (8 Teile) – Rundfunk der DDR)
- 1969: Rolf Haufs: Harzreise (Zitate) – Regie: Peter Groeger (Hörspiel – Rundfunk der DDR)
- 1970: Hans Pfeiffer: Identifizierung eines unbekannten Toten (Inquester) – Regie: Horst Liepach (Hörspiel – Rundfunk der DDR)
- 1970: Finn Havrevold: Katastrophe (Lethargische Stimme) – Regie: Helmut Hellstorff (Hörspiel – Rundfunk der DDR)
- 1970: Michail Schatrow: Der sechste Juli (Bljumkin) – Regie: Helmut Hellstorff (Hörspiel – Rundfunk der DDR)
- 1970: Wolfgang Kießling: Es gibt nur einen Weg (Alexander Uljanow) – Regie: Maritta Hübner (Kinderhörspiel – Rundfunk der DDR)
- 1970: Dieter Müller: Die Richter des Friedrich Ludwig Jahn – Regie: Theodor Popp (Kinderhörspiel – Rundfunk der DDR)
- 1970: Anita Heiden-Berndt: Licht in der Stanitza (Ossip) – Regie: Manfred Täubert (Kinderhörspiel – Rundfunk der DDR)
- 1970: Helga Pfaff: Die Schildbürger (Kaiser) – Regie: Horst Liepach (Kinderhörspiel – Rundfunk der DDR)
- 1971: Heinrich Mann: Die Jugend des Königs Henri Quatre – Regie: Fritz Göhler (Hörspiel – Rundfunk der DDR)
- 1972: Jan Klima: Der Tod liebt die Poesie (Dr. Bedrich Gicha) – Regie: Werner Grunow (Kriminalhörspiel – Rundfunk der DDR)
- 1975: Prosper Merimée: Die Jacquerie – Regie: Albrecht Surkau (Hörspiel – Rundfunk der DDR)
- 1980: Michail Bulgakow: Die Kabale der Scheinheiligen (Ludwig) – Regie: Werner Grunow (Hörspiel – Rundfunk der DDR)
- 1981: Arne Leonhardt: Jazz am Grab (Wurlitzer) – Regie: Werner Grunow (Hörspielpreis der Kritiker für Autor und Regie 1982 – Rundfunk der DDR)
- 1982: Rolf Wohlgemuth: Auf der Schaukel – Regie: Werner Grunow (Hörspiel – Rundfunk der DDR)
- 1985: Anna Seghers: Die Reisebegegnung (E. T. A. Hoffmann) – Regie: Fritz Göhler (Hörspiel – Rundfunk der DDR)